# Khan el-Khalili

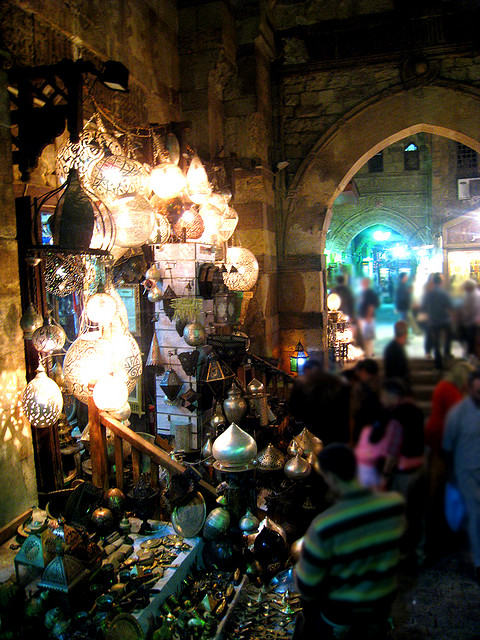
En gammal lampaffär i Khan el-Khalili

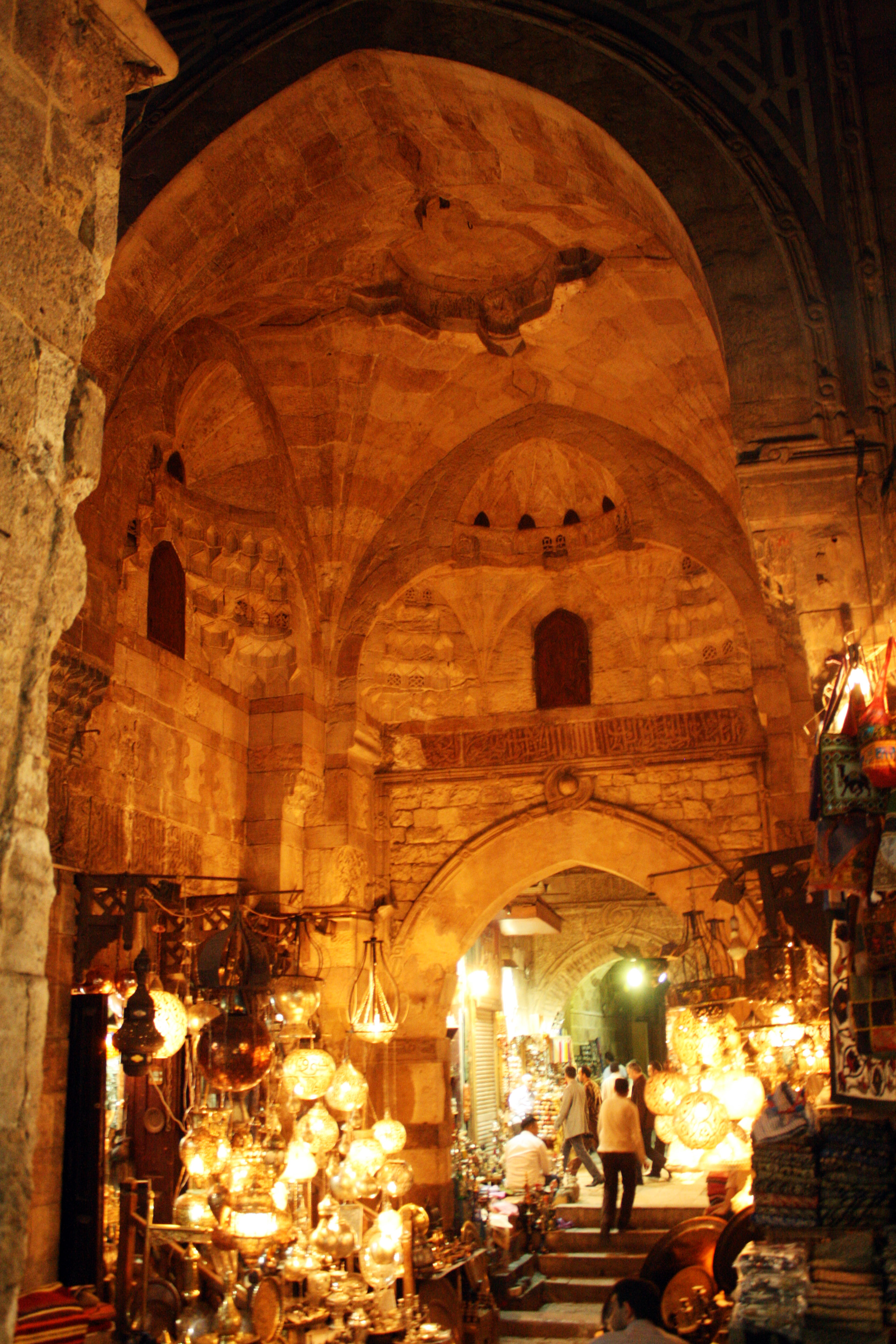
Khan el-Khalili

Khan el-Khalili (arabiska: خان الخليلي) är en stor basar som ligger i anslutning till Al-Azharuniversitetet i Kairo. Basaren är både en av de främsta attraktionerna för utländska turister och bland egyptierna själva där det mesta i form av souvenirer, hantverk, guld- och silverföremål, smycken, lädervaror och annat kan köpas. Basaren präglas av ett myller av människor i trånga gator och gränder, små affärer och hantverksbutiker. Ett mycket populärt turistmål i basaren är Naguib Mahfouz-kafeet, uppkallat efter den berömde nobelpristagaren.

## Historia
Basaren dateras till 1382, då Emir Djaharks el-Khalili byggde en stor karavanserai (خان khan på arabiska) det vill säga en stor marknadsplats i Kairo. Denna khan finns fortfarande bevarad. Under Sultan Barkuk, den förste Burdjitiska mamluk Sultanen (1382–1399), genomfördes en omfattande renovering inom stadsmurarna till följd av de skador som orsakats av Digerdöden. När Barkuk grundade sin madrassa i Bayn el-Qasrayn, byggdes marknaden om och Khan el-Khalili skapades. Den var även känd som turkiska basaren under Osmanska riket.

## Idag
Förutom alla affärer finns det idag ett antal kaféer (قهوة qahwah), restauranger och marknadsstånd i basaren. Kaféerna är normalt små, traditionella och serverar bland annat te och turkiskt kaffe med tilltugg samt shisha. Al Hussein-moskén ligger i Khan el-Khalili och alldeles i närheten, Al-Azharuniversitetet med dess moské. 
Händelserna i Naguib Mahfouzs novel Midaqq-gränden (1981) utspelas i Khan el-Khalili.